# Ribovirus
Un ribovirus sau virus ARN este un virus al cărui genom este constituit din ARN (acid ribonucleic).

## Ribovirusuri
- Virusul mozaicului tutunului⁠(en)[traduceți] (VMT)
- Virusul mozaicului castraveților
- Virusul mozaicului galben al fasolei
- Virusul Ebola
- Virusul gripal
- Virusul rabiei
- Virusul pneumoniei virale
- HIV sau virusul imunodeficienției umane dobândite
- Virusul rubeolei
- Virusul poliomielitei
- Virusul febrei aftoase